# Rumanec
Rumanec (866 m) – szczyt w Niżnych Tatrach na Słowacji, zamykający od wschodu wylot Doliny Lupczańskiej (Ľupčianska dolina). Jest to mało wybitne wzniesienie we wschodnim grzbiecie Lupczańskiej Magury (Ľupčianska Magura). Na szczycie Przedniej Magury grzbiet ten zmienia kierunek na północny i poprzez szczyty Predná Magura i Rumanec opada do Kotliny Liptowskiej w miejscowości Partizánska Ľupča. Wschodnie stoki Rumaneca opadają do doliny jednego z dopływów potoku Malatínka.
Grzbiet Rumaneca zajmuje długa grzbietowa łąka, dzięki temu jest on doskonałym punktem widokowym na Liptów, Góry Choczańskie, Tatry i Dolinę Lupczańską. Poprowadzono jeden szlak turystyczny, kończący się na szczycie Przedniej Maguryj.

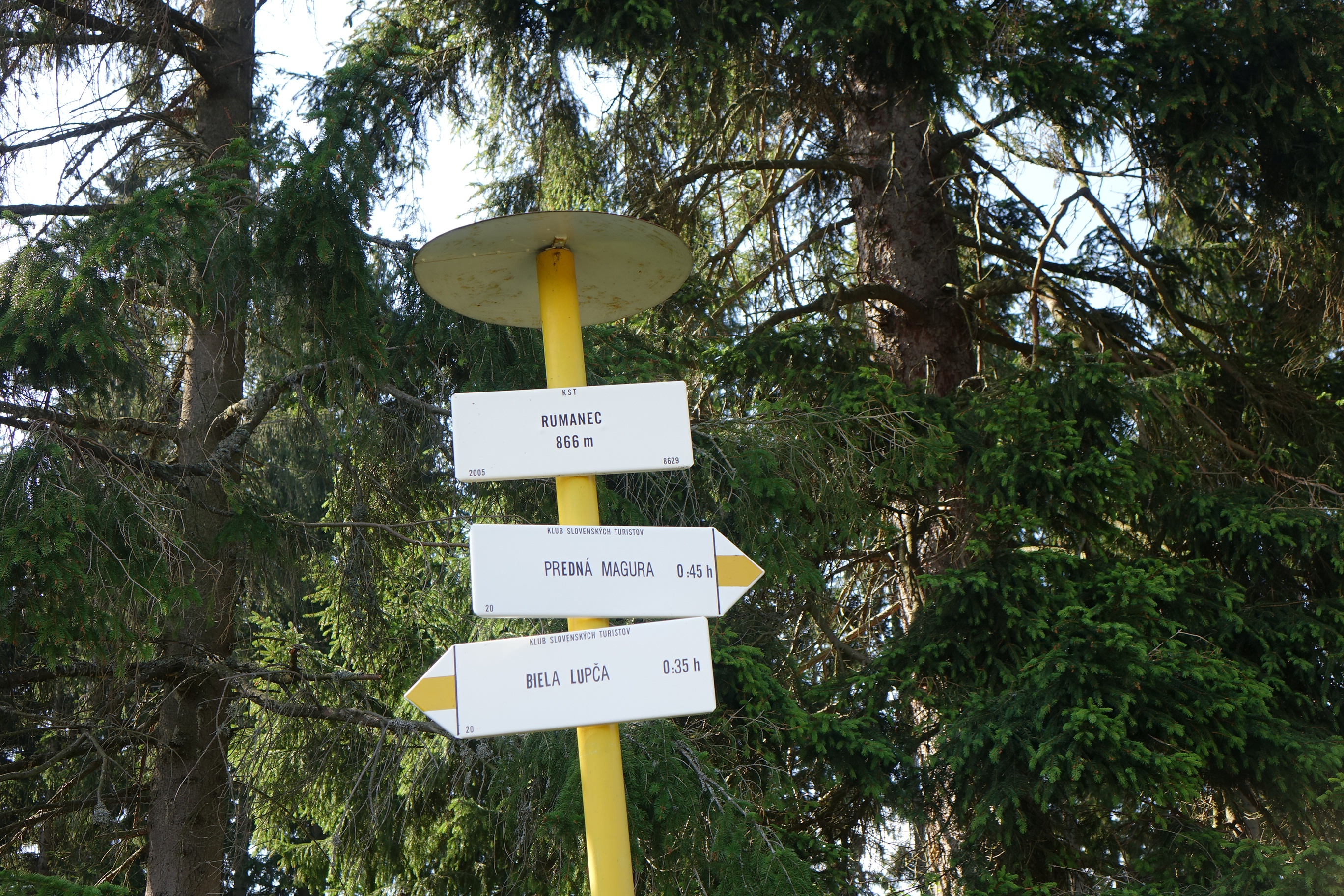
Drogowskaz na szczyty: Rumanec, Predná Magura i Biela Ľupča
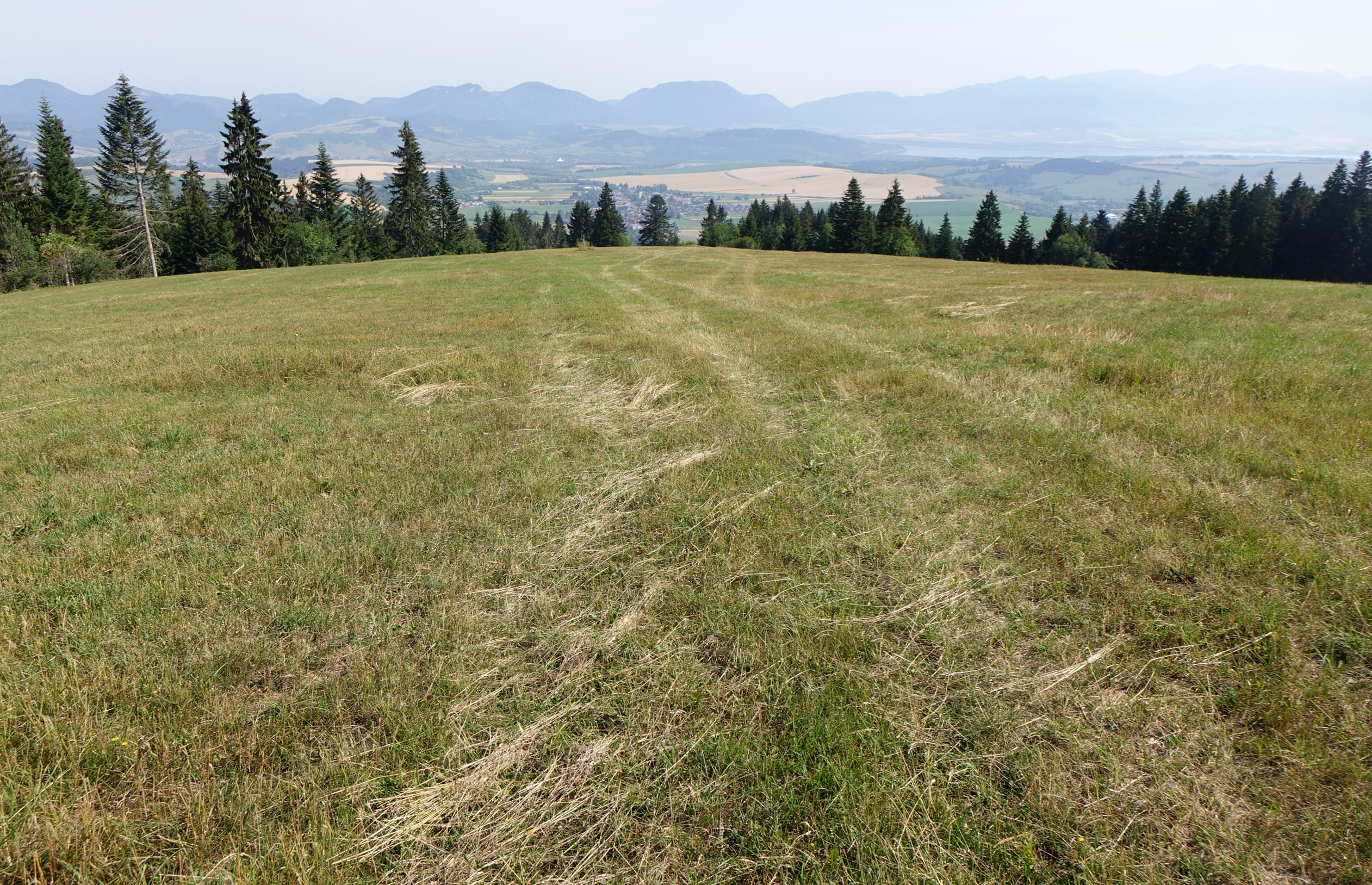
Szczyt Rumaneca
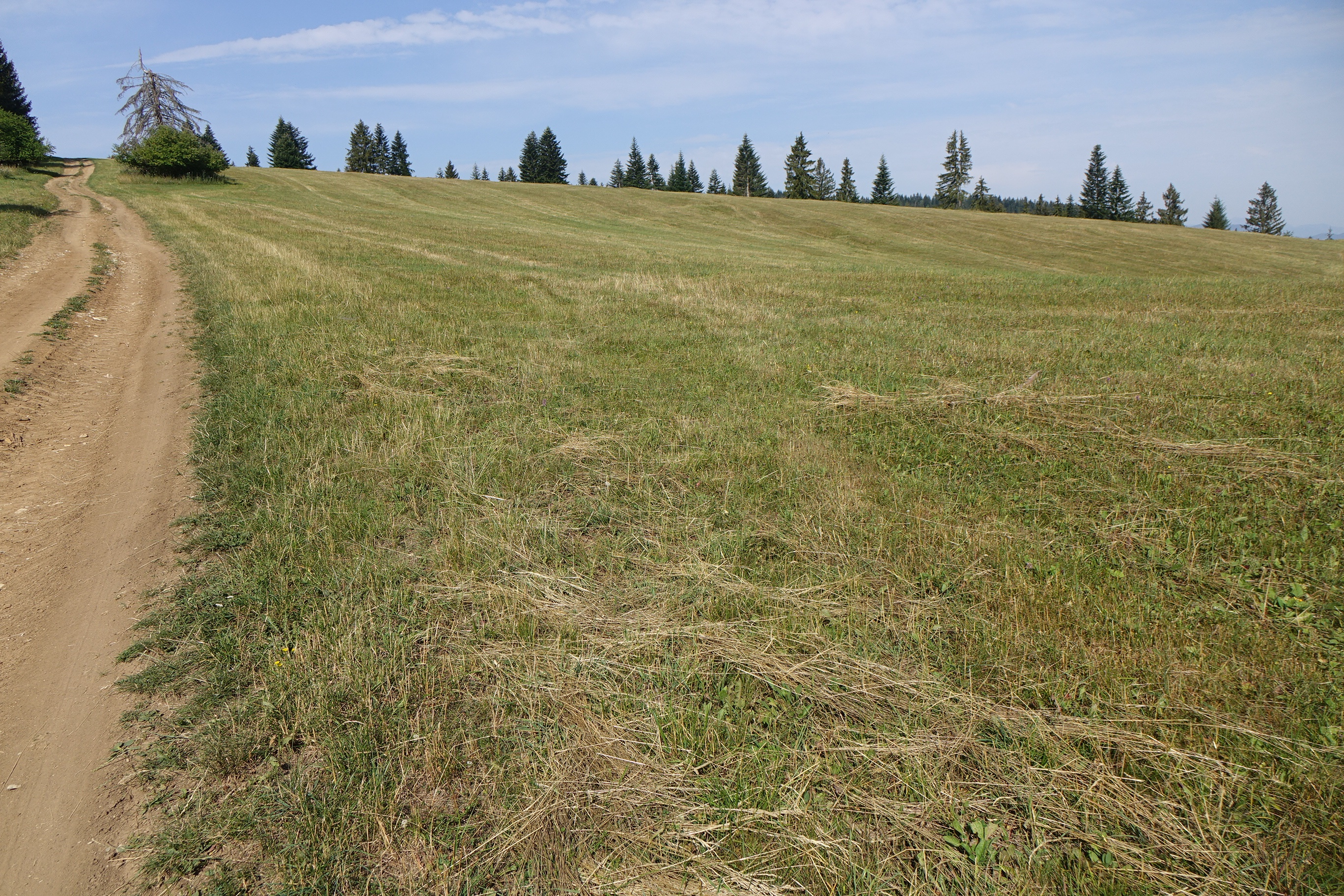
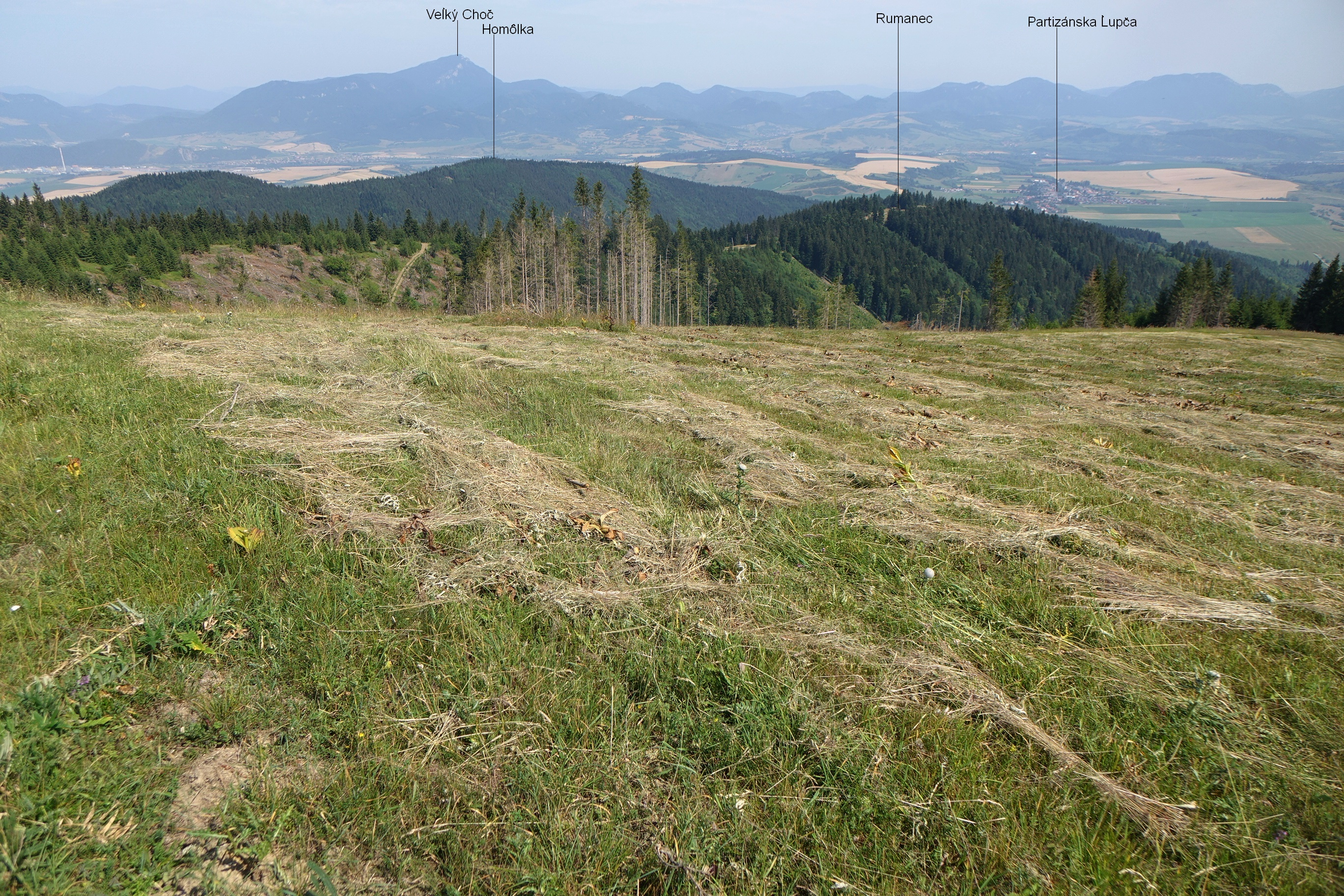
Widok ze szczytu Predná Magura

## Szlaki turystyczne
Partizánska Ľupča (Biela Ľupča) – Rumanec – Predná Magura. Odległość 4,8 km, suma podejść 575 m, czas przejścia: 1:50 h, ↑ 1:20 h